# Johann Martin von Haugk
Johann Martin Haugk, seit 1751 von Haugk, auch Hauck(e), († 11. Dezember 1761 in Leipzig) war ein königlich-polnischer und kurfürstlich-sächsischer Kammerrat sowie vornehmer Kauf- und Handelsmann, Kramermeister und Rittergutsbesitzer.

## Leben

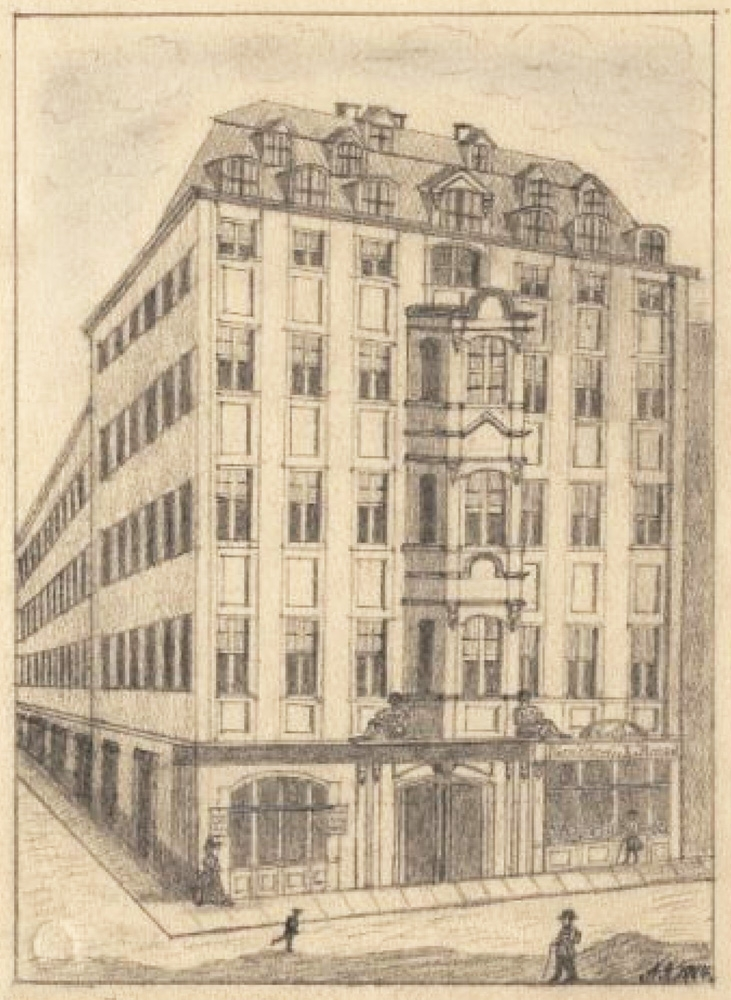
Haugks Haus in Leipzig, 1884

Haugk stammte aus Annaberg im sächsischen Erzgebirge und war als Handelsmann und Kramer in der Messestadt Leipzig zu finanziellen Reichtum gelangt, der ihm ermöglichte, u. a. zwei repräsentative Häuser in der Petersstraße und vor dem Grimmaischen Tor auf dem Steinweg sowie eine eigene Kapelle in der Leipziger Thomaskirche zu erwerben. Seine kaufmännische Niederlassung befand sich im Haus auf der Petersstraße an der Ecke zum Sporergäßchen und wurde später als Haugks Haus und heute Zum Grönländer bekannt.
Als der bisherige Besitzer des im Stift Naumburg liegenden Mann- und Weiberlehngutes Silbitz, Heinrich Wilhelm von Wüstenhoff, aufgrund von drückenden Schulden dieses Gut verkaufen musste, zahlte Johann Martin Haugk problemlos die ausgehandelte Kaufsumme von 25.500 Reichstalern. Dadurch wurde er Erb-, Lehn- und Gerichtsherr und Patron der Kirche zu Silbitz. Dies eröffnete ihn auch die Möglichkeit zum Aufstieg in den Adelsstand. Nach Zahlung einer stattlichen Geldsumme erfolgte am 5. Januar 1751 die Erhebung in den Reichsadelsstand für sich und seine Nachkommen.
Am 15. Dezember 1761 wurde Johann Martin von Haugk im Erbbegräbnis in Silbitz beigesetzt.

## Familie
Johann Martin Haugk war zweimal verheiratet. Aus der ersten Ehe mit Regina Elisabeth geborene Ebert gingen die Söhne Jacob Gottlob (* 1726) und Johann Daniel (* 1730) sowie die Tochter Juliana Regina verehelichte Meyer hervor. In zweiter Ehe heiratete er Erdmuth Henriette geborene Liebitzsch. Ihr einziger Sohn wurde am 12. Februar 1747 in der Thomaskirche in Leipzig auf den Namen Christoph George Haugk getauft. Dessen Namenspate war Christoph George Winckler, Rat und Stadthauptmann von Leipzig. 1751 wurde auch er in den Adelsstand erhoben und nach dem 1761 erfolgten Tod des Vaters trat er als Lehnserbe das Erbe an, das ihm durch das väterliche Testament vom 3. November 1760 hinterlassen worden war. Er hatte noch die Schwester Carolina Henrietta, die 1751 geboren worden war.

## Wappen
1751 wurde Haugk folgendes Wappen verliehen:
„In Blau ein aufgerichteter goldener Anker, welcher in jedem der beiden Oberwinkel des Schildes von einem sechseckigen goldenen Stern beseitet ist.“